# Velesniv, Monastîrîska
Velesniv (în ucraineană Велеснів) este localitatea de reședință a comunei Velesniv din raionul Monastîrîska, regiunea Ternopil, Ucraina.

## Demografie
Componența lingvistică a localității Velesniv
     Ucraineană (100%)
Conform recensământului din 2001, toată populația localității Velesniv era vorbitoare de ucraineană (100%).